# Echizen-Keramik
Echizen-Keramik (japanisch 越前焼, Echizen-yaki) ist die Bezeichnung für japanische Keramikprodukte, die hauptsächlich in der alten Provinz Echizen – der heutigen Präfektur Fukui – hergestellt werden. Echizen gehört – abgesehen von der Mino-Keramik, das eine Sonderstellung einnimmt – zu den Sechs alten Brennöfen, die „Rokkoyō“.

## Übersicht
Echizen-Keramik wird im Nordteil der Präfektur Fukui hergestellt. Produziert wurde seit der Kamakura- und Muromachi-Zeit unter Einfluss der Tokoname-Keramik aus der Präfektur Aichi unglasierte Keramik, die bei hoher Temperatur gebrannt wurde. Der für die Produktion verwendete Ton ist eisenhaltig. Die Oberfläche zeigt oft eine graubraune Glasur, man verwendet die Töpferscheibe.
Die „Alt-Echizen-Keramik“ (古越前, Ko-Echizen) – es wurden mehr als 100 Öfen festgestellt – bestand hauptsächlich aus „Tsubo“ (壺) – „Gefäßen“, „Kame“ (甕) – „Krügen“ und „Suribachi“ (擂鉢) – „Mörser“. In der frühen Periode wurden auch Wasserkrüge vom Typ „Mizuji tsubo“ (三筋壺), also Wasserkrüge mit oben dreifach-überlagerter Glasur produziert. Schalen oder Teller wurden nicht hergestellt.
Von der mittleren bis zum Ende der Muromachi-Zeit erfolgte eine Massenprodukte von Krügen mit zwei Ohren auf den Schulterpartien: sind als „Echizen Ohaguro-Krüge“ (越前おはぐろ壺) bekannt. Die alten Echizen-Produkte wurden auf dem Wasserweg bis nach Nordjapan und bis in die Kinki-Region geliefert. Aber später zogen andere Produktionsstätte, wie Seto, Mino-Keramik, Karatsu-Keramik, Arita mit ihrem Porzellan an Echizen vorbei, so dass es nur noch lokale Bedeutung hatte. Es blieb nur noch ein bescheidener Umsatz mit Abnehmern für Haushaltswaren in den Bauern- und Fischerdörfern.

## Bilder

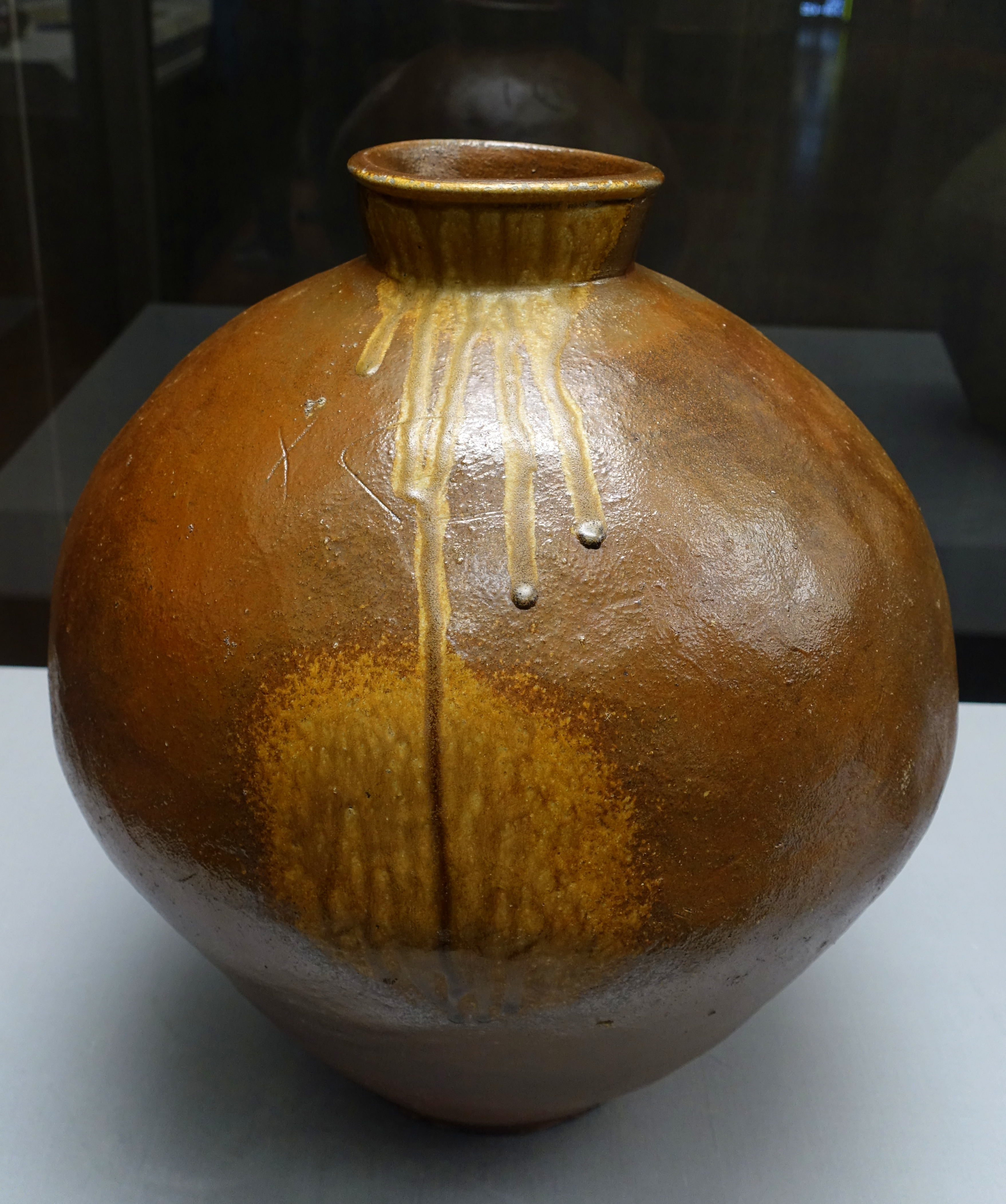
Großes Gefäß, 15. Jh.
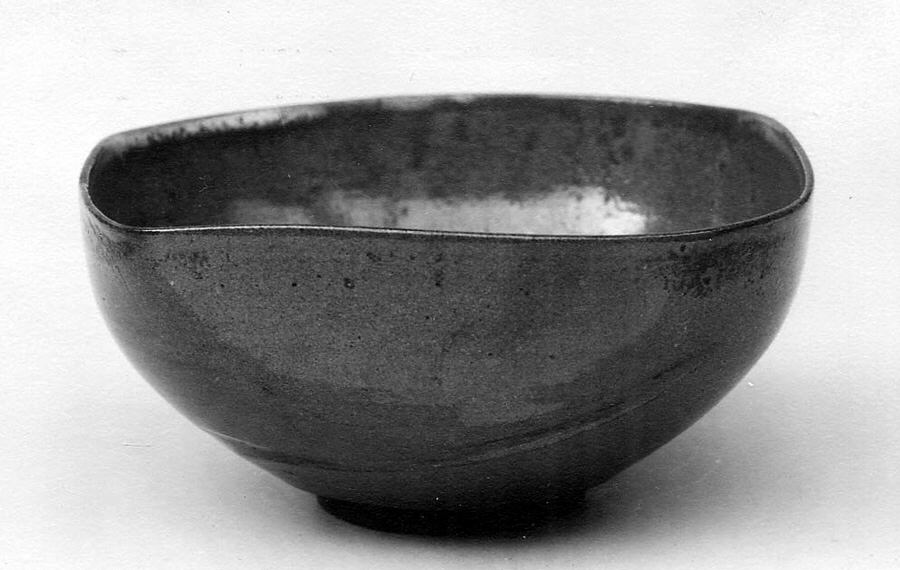
Schale
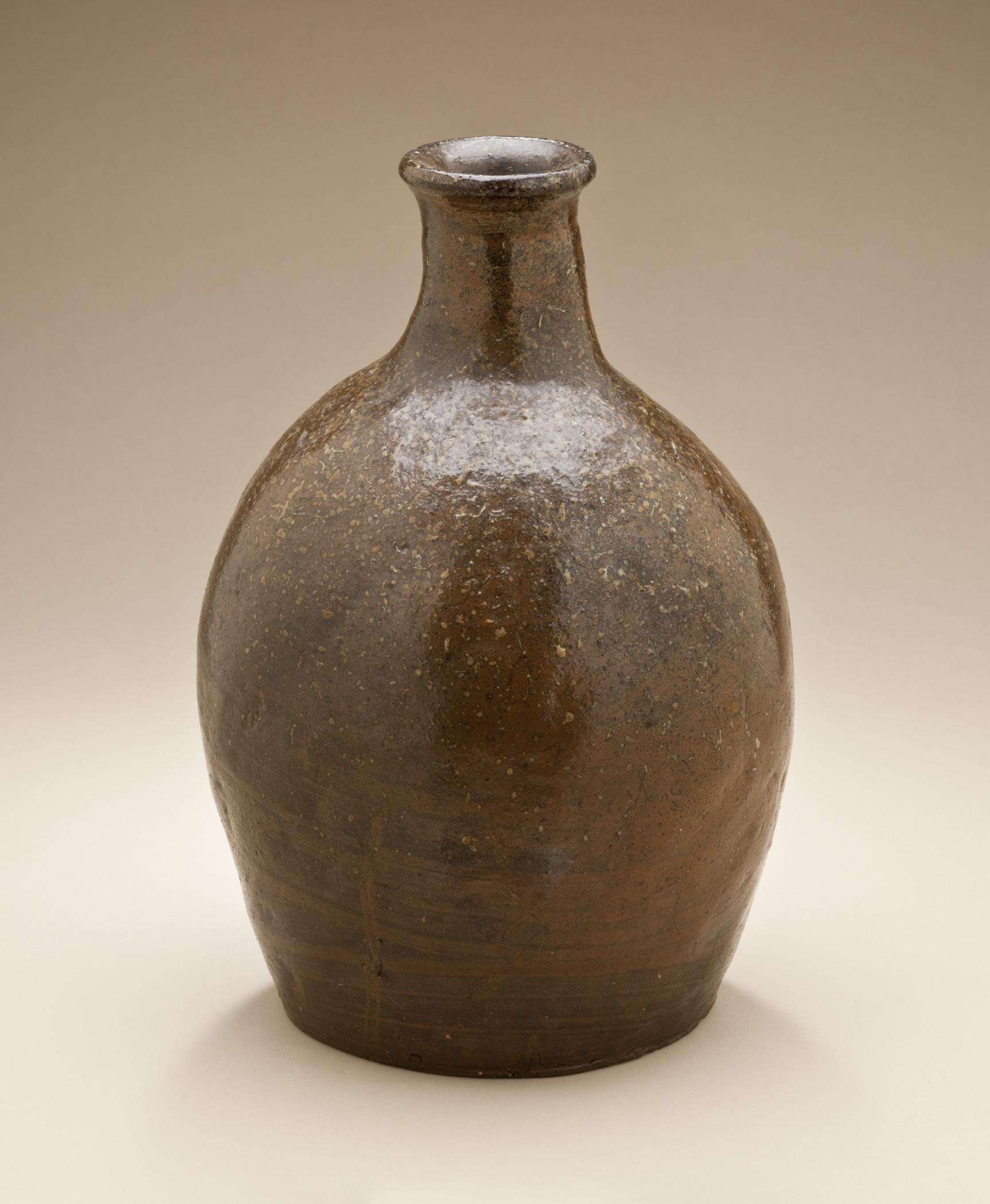
Sake-Krug
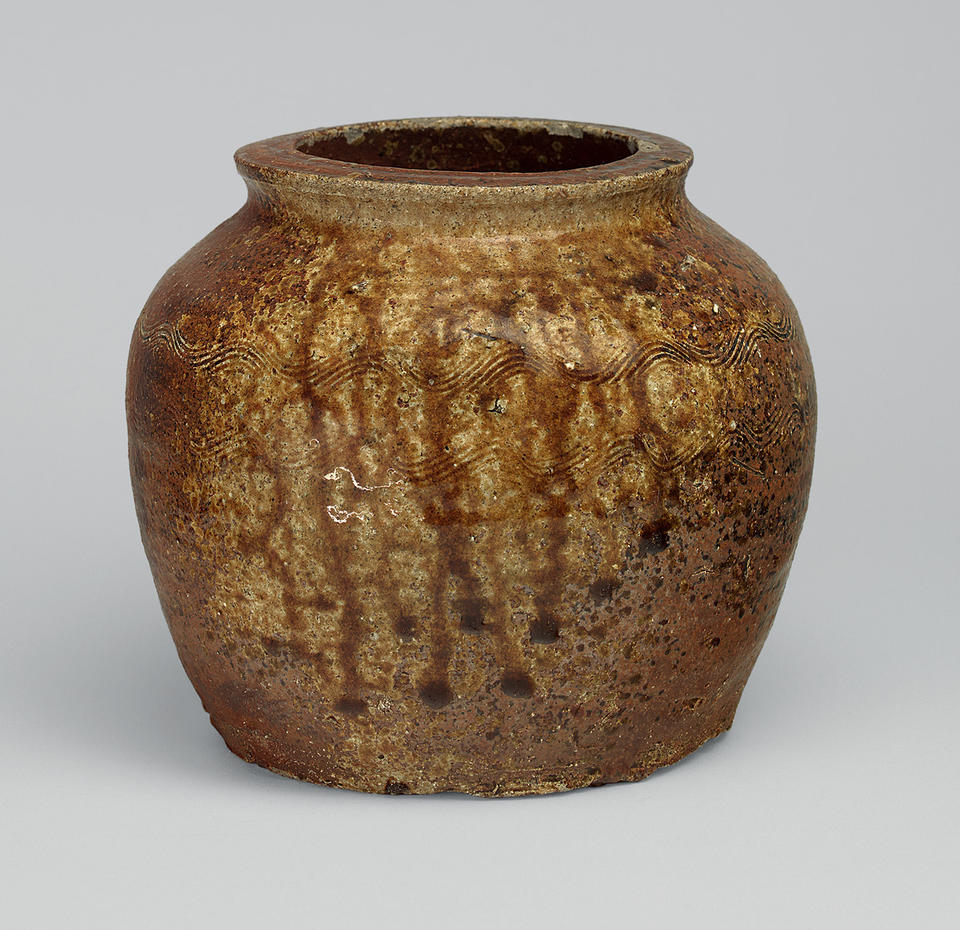
Öl-Behälter
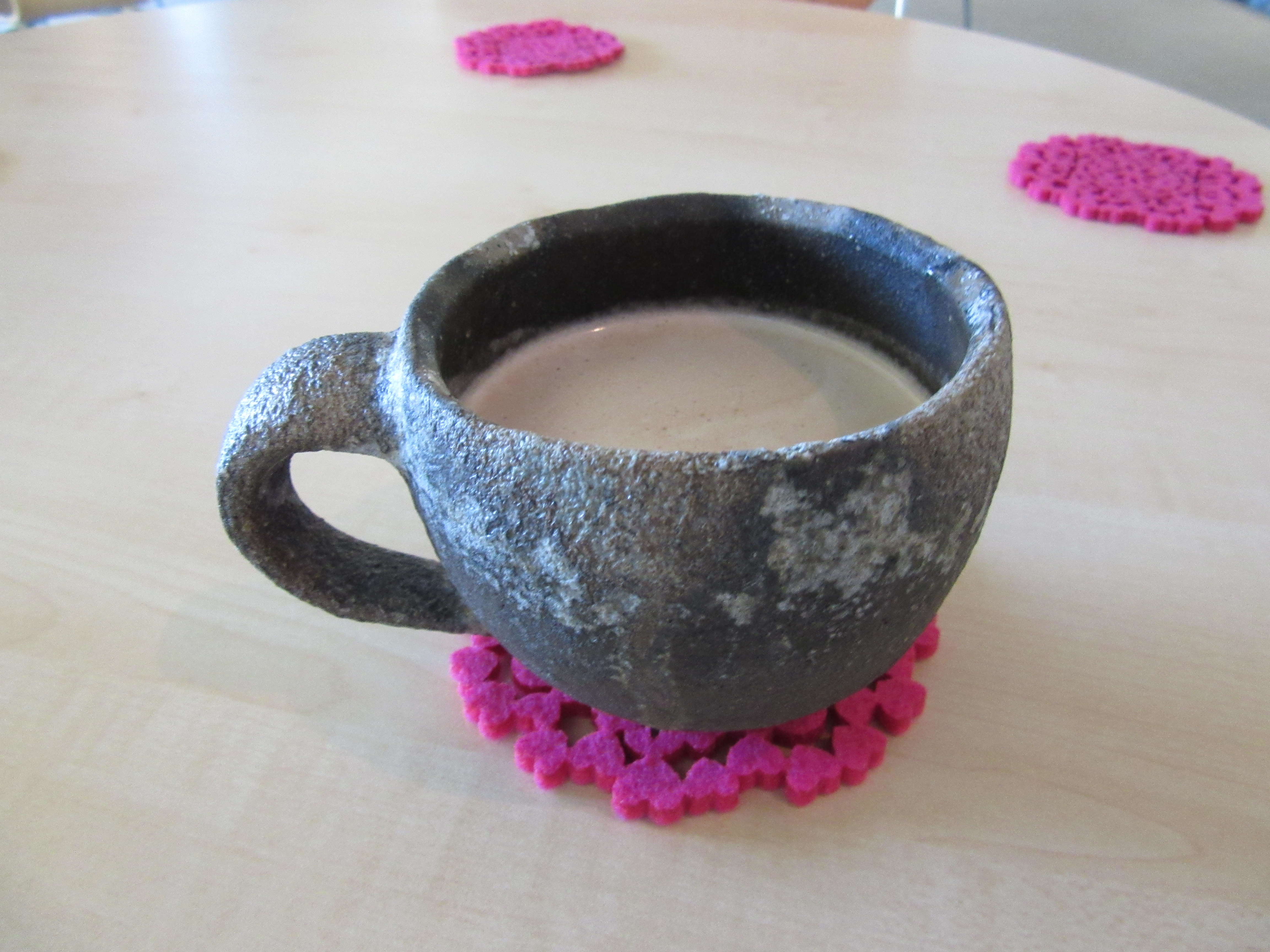
Moderne Tasse